# Krążkowy
Krążkowy – wieś w Polsce położona w województwie wielkopolskim, w powiecie kępińskim, w gminie Kępno.
| SIMC    | Nazwa    | Rodzaj                      |
| ------- | -------- | --------------------------- |
| 0199711 | Olendry  | część wsi (od 2023 r. wieś) |
| 0199734 | Starucha | część wsi                   |

W latach 1954–1957 wieś należała i była siedzibą władz gromady Krążkowy. W latach 1975–1998 miejscowość administracyjnie należała do województwa kaliskiego.
Położona przy drodze Kępno-Doruchów, w bezpośrednim sąsiedztwie Kępna. W pobliżu przebiega linia kolejowa Ostrów Wielkopolski–Kępno. We wsi znajduje się gimnazjum i szkoła podstawowa oraz przedszkole.
Miejsce urodzenia Józefa Stawinogi – znanego kloszarda i pustelnika zmarłego w Wolverhampton w 2007 r.